# Polábios
Polábios (em latim: polabii) eram o povo eslavo mais ocidental na Idade Média, habitando o território cercado pelo rio Elba Inferior a oeste, o mar Báltico ao norte, o rio Óder Inferior a leste e a Lusácia ao sul. Seu nome deriva de po e Laba e significa "junto do Elba". No início do século IX, se agruparam em duas confederação, os obodritas e os lutícios. Havia várias tribos de lutícios e as duas mais importantes, os ratarowie e stodoranie, foram subjugadas por Lotário da Saxônia e Alberto I de Brandemburgo no século XII. Nos séculos XII e XIII, os demais polábios foram subjugados pelo Sacro Império Romano-Germânico. Apesar disso, a língua polábia, que está ligada ao polonês, subsistiu até o início do século XIX na atual Baixa Saxônia.